# Karl Gerhard passerar i revy
Karl Gerhard passerar i revy är ett album av Magnus Uggla som gavs ut den 29 oktober 2010. Albumet innehåller liksom det tidigare albumet Ett bedårande barn av sin tid från 2006 sånger av revyförfattaren och artisten Karl Gerhard.

## Innehåll
1. "God afton vackra mask"
2. "Lite gullregn" (eg. "Gullregn över stan")
3. "I de ökända kvarteren i det ruskiga Marseille"
4. "Alla de gamla fina märkena"
5. "Kan du tänka dig honom utan hår? (Jag kan det inte)"
6. "Bom"
7. "(Det ska vara) Feda breda pågar"
8. "Den siste mohikanen"
9. "Axlarna ska slutta"
10. "Handarbetsvisan"
11. "Mitt hjärta"
12. "Hälsa Ada"
13. "Mops i mattes knä"

## Medverkande
- Magnus Uggla - Sång
- Jesper Nordenström - Producent
- Per Lindvall - Trummor
- Robert Östlund -  Gitarr
- Andreas Unge - Kontrabas
- Ulf Forsberg - Fiol